# Plagiochila flabellata
Plagiochila flabellata là một loài rêu trong họ Plagiochilaceae. Loài này được Stephani mô tả khoa học đầu tiên năm 1886.